# الغنية لطالبي طريق الحق
الغنية لطالبي طريق الحق، كتاب للإمام عبد القادر الجيلاني.

## مفرداته
يقع في ثلاث مجلدات، ذكر فيه ثلاثة علوم، فابتدأ بالفقه في باب العبادات ثم العقائد والفرق الإسلامية، ثم الأخلاق والآداب الإسلامية والمواعظ الحسنة (التصوف)، نشرة عدة نشرات تجارية ونشر محققا أيضا ولكن أهم تحقيق له هو ما قام بتحقيقه الدكتور فرج توفيق الوليد أستاذ الفكر الإسلامي - كلية الشريعة بجامعة بغداد، سنة 1983 استنادا إلى مخطوطات عديدة مع شروحات وتخريجات في الهامش وتعد أكبر تحقيق لهذا الكتاب وبتكليف من إدارة الأوقاف القادرية ببغداد.

## منهجه
سبب تسمية الكتاب بالغنية هو القناعة التي وصل لها الجيلاني بأن العلم والفقه الحقيقي هو الذي ينعكس على سلوك الإنسان نتيجة يقينه بأن الآخرة خيرٌ من الأولى، وهو بذلك يذم ما يسمى علوماً دينية وتبنى على الإغراق في التفاصيل الفقهية وترتيب المناظرات والفوز بها، وقد قسم الكتاب إلى أربع أجزاء بعد مفدمة عن العلم والتفريق بين أنواعه.
- ربع العبادات كالصلاة والزكاة والحج موضحاً لبعض التفاصيل الدقيقة المتعلقة بأثر العبادات هذه على قلب الإنسان
- ربع العادات كالزواج والعمل لاكتساب الرزق
- ربع المهلكات كالغرور والتكبر وحب الدنيا والجاه والإفراط شهوتي الطعام والجنس وجعلهما باباً واحداً
- ربع المنجيات بدأه بالتوبة وأن حقيقتها معرفة الله ثم الخجل منه فالندم والاعتذار، ثم تكلم عن الصبر والخوف من الله وعبادة التفكر.

معظم ما كتبه الجيلاني في الغنية يبدأ عادة بشرح واستدلال بآية من القرآن الكريم ثم بحديث ثم بأخبار الصحابة ثم بأخبار الصالحين.

### الاهتمام بالمناظرة والمجادلة مع الفرق المنحرفة
إن الجدال والنقاش والرد على استدلالات أصحاب الفرق الضالة والمنحرفة يعد أبرز معالم منهج الإمام الجيلاني في الغنية. فقد اشتهر بمناظراته لأصحاب الملل والمذاهب المخالفة مثل المعتزلة، والمرجئة، والخوارج، والشيعة، والكرامية، والفلاسفة، وغيرهم، والمتتبع للكتاب يجد كثيراً من رده على أصحاب هذه المذاهب. فقد كان مجادلاً ماهراً حيث كان يثير الأسئلة ويسرد أدلة الخصم بكل دقة وأمانة، ثم يرد عليها وينقضها بأسلوب يتمثل بالعلمية والمنهجية والموضوعية.

## أقسام الكتاب
قد بنى الجيلاني كتابه على أربعة أرباع، على النحو الاتي:
| ربع العبادات                          | ربع العادات                         | ربع المهلكات                   | ربع المنجيات                    |
| ------------------------------------- | ----------------------------------- | ------------------------------ | ------------------------------- |
| 1 - العلم                             | 1 - آداب الأكل                      | 1 - شرح عجائب القلب            | 1 - التوبة                      |
| 2 - قواعد العقائد                     | 2 - آداب النكاح                     | 2 - رياضة النفس وتهذيب الأخلاق | 2 - الصبر والشكر                |
| 3 - أسرار الطهارة                     | 3 - آداب الكسب والمعاش              | 3 - آفة الشهوتين               | 3 - الخوف والرجاء               |
| 4 - أسرار الصلاة ومهماتها             | 4 - الحلال والحرام                  | 4 - آفات اللسان                | 4 - الفقر والزهد                |
| 5 - أسرار الزكاة                      | 5 - آداب الألفة والأخوة والصحبة     | 5 -آفات الغضب والحقد والحسد    | 5 - التوحيد والتوكل             |
| 6 - أسرار الصيام                      | 6 - آداب العزلة                     | 6 - ذم الدنيا                  | 6 - المحبة والشوق والأنس والرضا |
| 7 - أسرار الحج                        | 7 - آداب السفر                      | 7 - ذم البخل وذم حب المال      | 7 - النية والصدق والإخلاص       |
| 8 - آداب تلاوة القرآن                 | 8 - آداب السمع والوجد               | 8 - ذم الجاه والرياء           | 8 - المراقبة والمحاسبة          |
| 9 - الأذكار والأدع والدعوات           | 9 - الأمر بالمعروف والنهي عن المنكر | 9 - ذم الكبر والعجب            | 9 - التفكر                      |
| 10 - ترتيب الأوراد وتفصيل إحياء الليل | 10 - آداب المعيشة وأخلاق النبوة     | 10 - ذم الغرور                 | 10 - ذكر الموت وما بعده         |

## الكتاب pdf
- لتحميل طبعة بغداد، بتحقيق الدكتور فرج توفيق الوليد، للكتاب 1988.